# Braunschweiger Turn- und Sportverein Eintracht von 1895 2020-2021
Questa voce raccoglie le informazioni riguardanti il Braunschweiger Turn- und Sportverein Eintracht von 1895 nelle competizioni ufficiali della stagione 2020-2021.

## Stagione
Nella stagione 2020-2021 l'Eintracht Braunschweig, allenato da Daniel Meyer, concluse il campionato di 2. Bundesliga al 17º posto e fu retrocesso in 3. Liga. In Coppa di Germania l'Eintracht Braunschweig fu eliminato al secondo turno dal Borussia Dortmund.

## Rosa
| N. |                                 | Ruolo | Calciatore        |
| -- | ------------------------------- | ----- | ----------------- |
| 3  | Germania (bandiera)             | D     | Lasse Schlüter    |
| 4  | Germania (bandiera)             | C     | Jannis Nikolaou   |
| 5  | Germania (bandiera)             | D     | Benjamin Kessel   |
| 6  | Austria (bandiera)              | C     | Dominik Wydra     |
| 7  | Germania (bandiera)             | C     | Fabio Kaufmann    |
| 8  | Germania (bandiera)             | C     | Iba May           |
| 9  | Serbia (bandiera)               | A     | Njegoš Kupusović  |
| 10 | Polonia (bandiera)              | C     | Martin Kobylański |
| 12 | Germania (bandiera)             | P     | Felix Dornebusch  |
| 14 | Germania (bandiera)             | D     | Nico Klaß         |
| 15 | Germania (bandiera)             | C     | Marcel Bär        |
| 16 | Bosnia ed Erzegovina (bandiera) | P     | Jasmin Fejzić     |
| 17 | Germania (bandiera)             | A     | Yari Otto         |
| 18 | Germania (bandiera)             | C     | Felix Kroos       |
| 19 | Germania (bandiera)             | D     | Felix Burmeister  |

| N. |                          | Ruolo | Calciatore               |
| -- | ------------------------ | ----- | ------------------------ |
| 20 | Nigeria (bandiera)       | A     | Suleiman Abdullahi       |
| 22 | Germania (bandiera)      | C     | Manuel Schwenk           |
| 23 | Germania (bandiera)      | C     | Danilo Wiebe             |
| 25 | Senegal (bandiera)       | D     | Oumar Diakhité           |
| 27 | Germania (bandiera)      | D     | Niko Kijewski            |
| 28 | Francia (bandiera)       | C     | Yassin Ben Balla         |
| 29 | Corea del Sud (bandiera) | A     | Ji Dong-won              |
| 30 | Germania (bandiera)      | D     | Brian Behrendt           |
| 33 | Germania (bandiera)      | A     | Nick Proschwitz          |
| 34 | Germania (bandiera)      | D     | Jannis Kleeberg          |
| 35 | Germania (bandiera)      | P     | Lennart Schulze Kökelsum |
| 38 | Germania (bandiera)      | C     | Leon Bürger              |
| 39 | Germania (bandiera)      | C     | Patrick Kammerbauer      |
| 40 | Germania (bandiera)      | D     | Robin Ziegele            |
|    | Germania (bandiera)      | C     | Matthias Heiland         |

## Organigramma societario
Area tecnica
- Allenatore: Michael Schiele
- Allenatore in seconda: Thomas Stickroth
- Preparatore dei portieri: Manfred Petz, Björn Rührer, Ronny Teuber
- Preparatori atletici: Marc Lorius, Janning Michels, Johannes Thienel

## Calciomercato

### Sessione estiva
| Acquisti | Acquisti           | Acquisti                   | Acquisti |
| R.       | Nome               | da                         | Modalità |
| -------- | ------------------ | -------------------------- | -------- |
| A        | Njegoš Kupusović   | Stella Rossa U19           |          |
| C        | Iba May            | Wolfsburg                  |          |
| A        | Suleiman Abdullahi | Union Berlino              |          |
| P        | Felix Dornebusch   | Norimberga                 |          |
| C        | Fabio Kaufmann     | Kickers Würzburg           |          |
| C        | Yassin Ben Balla   | Duisburg                   |          |
| C        | Dominik Wydra      | Sconosciuta                |          |
| D        | Michael Schultz    | Waldhof Mannheim           |          |
| C        | Jannis Nikolaou    | Dinamo Dresda              |          |
| C        | Matthias Heiland   | Eintracht Braunschweig U19 |          |
| D        | Nick Otto          | Jeddeloh II                |          |

| Cessioni | Cessioni           | Cessioni         | Cessioni |
| R.       | Nome               | a                | Modalità |
| -------- | ------------------ | ---------------- | -------- |
| P        | Yannick Bangsow    | Viktoria Colonia |          |
| C        | Bernd Nehrig       | Viktoria Berlino |          |
| A        | Orhan Ademi        | Duisburg         |          |
| A        | Mike Feigenspan    | Uerdingen 05     |          |
| D        | Nick Otto          | Jeddeloh II      |          |
| P        | Roman Birjukov     | Lüneburger       |          |
| C        | Merveille Biankadi | Heidenheim       |          |
| C        | Stephan Fürstner   | Magonza II       |          |
| D        | Kevin Goden        | Norimberga       |          |
| A        | Marvin Pourié      | Karlsruhe        |          |
| D        | Alfons Amade       | Hoffenheim II    |          |

### Sessione invernale
| Acquisti | Acquisti       | Acquisti          | Acquisti |
| R.       | Nome           | da                | Modalità |
| -------- | -------------- | ----------------- | -------- |
| A        | Ji Dong-won    | Magonza           |          |
| D        | Brian Behrendt | Arminia Bielefeld |          |

| Cessioni | Cessioni          | Cessioni         | Cessioni |
| R.       | Nome              | a                | Modalità |
| -------- | ----------------- | ---------------- | -------- |
| A        | Leandro Putaro    | Verl             |          |
| D        | Michael Schultz   | Viktoria Colonia |          |
| P        | Marcel Engelhardt | Durban City      |          |

## Risultati

### 2. Bundesliga

#### Girone di andata
| Arbitro: | Winter |

|                              |           |  |
| Schmidt 17’ (rig.) Sessa 75’ | Marcatori |  |

| Braunschweig 26 settembre 2020, ore 13:00 CEST 2ª giornata | Eintracht Braunschweig | 0 – 0 referto | Holstein Kiel | Eintracht-Stadion (3 512 spett.)\| Arbitro: \| Thomsen \| |
| Arbitro:                                                   | Thomsen                |               |               |                                                           |

| Arbitro: | Siebert |

|                                               |           |                |
| Maina 54’ Weydandt 71’ Hult 74’ Haraguchi 86’ | Marcatori | 51’ Kobylański |

| Arbitro: | Günsch |

|                             |           |           |
| Kaufmann 23’ Proschwitz 67’ | Marcatori | 5’ Zoller |

| Arbitro: | Bacher |

|                                |           |  |
| Vrenezi 5’, 78’ Besuschkow 61’ | Marcatori |  |

| Arbitro: | Waschitzki-Günther |

|                                                |           |                |
| Wiebe 21’ Kobylański 52’ Proschwitz 90’ (rig.) | Marcatori | 31’, 42’ Köpke |

| Arbitro: | Alt |

|                        |           |                         |
| Esswein 3’ Behrens 26’ | Marcatori | 46’ Proschwitz 90’ Otto |

| Arbitro: | Hanslbauer |

|                |           |                                          |
| Proschwitz 31’ | Marcatori | 14’ (aut.) Ziegele 18’ Wanitzek 63’ Choi |

| Arbitro: | Sather |

|                                            |           |  |
| Kempe 6’ (rig.), 36’ (rig.) Dursun 7’, 34’ | Marcatori |  |

| Arbitro: | Gerach |

|                      |           |            |
| Bär 67’ Kaufmann 82’ | Marcatori | 2’ Dittgen |

| Arbitro: | Thomsen |

|  |           |                      |
|  | Marcatori | 3’ Kerk 65’ Multhaup |

| Arbitro: | Winkmann |

|                              |           |                             |
| Srbeny 8’ (rig.) Führich 19’ | Marcatori | 29’ Kaufmann 81’ Proschwitz |

| Arbitro: | Hartmann |

|  |           |                               |
|  | Marcatori | 50’ Ernst 75’ Abiama 90’ Kehr |

| Arbitro: | Siebert |

|                              |           |              |
| Krüger 42’, 67’ Testroet 88’ | Marcatori | 17’ Kaufmann |

| Braunschweig 11 gennaio 2021, ore 20:30 CET 15ª giornata | Eintracht Braunschweig | 0 – 0 referto | Fortuna Düsseldorf | Eintracht-Stadion (0 spett.)\| Arbitro: \| Sather \| |
| Arbitro:                                                 | Sather                 |               |                    |                                                      |

| Würzburg 15 gennaio 2021, ore 18:30 CET 16ª giornata | Kickers Würzburg | 0 – 0 referto | Eintracht Braunschweig | flyeralarm Arena (0 spett.)\| Arbitro: \| Heft \| |
| Arbitro:                                             | Heft             |               |                        |                                                   |

| Arbitro: | Kampka |

|                  |           |                                        |
| Kroos 9’ Bär 42’ | Marcatori | 45’, 65’ Kinsombi 51’ Terodde 59’ Hunt |

#### Girone di ritorno
| Arbitro: | Siewer |

|         |           |  |
| Bär 34’ | Marcatori |  |

| Arbitro: | Stieler |

|                                |           |           |
| Reese 4’ Bartels 28’ Serra 31’ | Marcatori | 63’ Balla |

| Arbitro: | Cortus |

|        |           |                           |
| Ji 17’ | Marcatori | 34’ Sulejmani 36’ Ducksch |

| Arbitro: | Jöllenbeck |

|                             |           |  |
| Bella-Kotchap 8’ Soares 32’ | Marcatori |  |

| Arbitro: | Winter |

|                             |           |  |
| Nikolaou 58’ Proschwitz 65’ | Marcatori |  |

| Norimberga 28 febbraio 2021, ore 13:30 CET 23ª giornata | Norimberga | 0 – 0 referto | Eintracht Braunschweig | Max-Morlock-Stadion (0 spett.)\| Arbitro: \| Fritz \| |
| Arbitro:                                                | Fritz      |               |                        |                                                       |

| Arbitro: | Sather |

|           |           |  |
| Kroos 90’ | Marcatori |  |

| Karlsruhe 14 marzo 2021, ore 13:30 CET 25ª giornata | Karlsruhe | 0 – 0 referto | Eintracht Braunschweig | Wildparkstadion (0 spett.)\| Arbitro: \| Heft \| |
| Arbitro:                                            | Heft      |               |                        |                                                  |

| Arbitro: | Gerach |

|                       |           |             |
| Proschwitz 17’ (rig.) | Marcatori | 13’ Pálsson |

| Arbitro: | Aarnink |

|                        |           |  |
| Marmoush 7’ Kyereh 14’ | Marcatori |  |

| Arbitro: | Stegemann |

|  |           |                                               |
|  | Marcatori | 11’, 55’ Abdullahi 51’ (rig.), 66’ Kobylański |

| Braunschweig 16 aprile 2021, ore 18:30 CEST 29ª giornata | Eintracht Braunschweig | 0 – 0 referto | Paderborn | Eintracht-Stadion (0 spett.)\| Arbitro: \| Winter \| |
| Arbitro:                                                 | Winter                 |               |           |                                                      |

| Arbitro: | Hartmann |

|                                        |           |  |
| Ernst 9’ Hrgota 19’ (rig.) Nielsen 33’ | Marcatori |  |

| Arbitro: | Lechner |

|  |           |                           |
|  | Marcatori | 49’ Nəzərov 82’ Zulechner |

| Arbitro: | Reichel |

|                                   |           |                      |
| Kownacki 42’ (rig.) Appelkamp 60’ | Marcatori | 51’ Bär 68’ Kaufmann |

| Arbitro: | Gerach |

|           |           |                          |
| Balla 79’ | Marcatori | 2’, 19’ (rig.) Pieringer |

| Arbitro: | Alt |

|                                        |           |  |
| Kittel 7’, 21’ Meißner 45’ Terodde 76’ | Marcatori |  |

### Coppa di Germania
| Arbitro: | Stieler |

|                                                              |           |                                          |
| Kobylański 2’, 44’, 67’ Mittelstädt 17’ (aut.) Abdullahi 73’ | Marcatori | 23’, 83’ Lukébakio 29’ Cunha 65’ Pekarík |

| Arbitro: | Cortus |

|  |           |                        |
|  | Marcatori | 12’ Hummels 90’ Sancho |

## Statistiche

### Statistiche di squadra
| Competizione      | Punti | In casa | In casa | In casa | In casa | In casa | In casa | In trasferta | In trasferta | In trasferta | In trasferta | In trasferta | In trasferta | Totale | Totale | Totale | Totale | Totale | Totale | DR  |
| Competizione      | Punti | G       | V       | N       | P       | Gf      | Gs      | G            | V            | N            | P            | Gf           | Gs           | G      | V      | N      | P      | Gf     | Gs     | DR  |
| ----------------- | ----- | ------- | ------- | ------- | ------- | ------- | ------- | ------------ | ------------ | ------------ | ------------ | ------------ | ------------ | ------ | ------ | ------ | ------ | ------ | ------ | --- |
| 2. Bundesliga     | 31    | 17      | 6       | 4       | 7       | 17      | 23      | 17           | 1            | 6            | 10           | 13           | 36           | 34     | 7      | 10     | 17     | 30     | 59     | -29 |
| Coppa di Germania | -     | 2       | 1       | 0       | 1       | 5       | 6       | 0            | 0            | 0            | 0            | 0            | 0            | 2      | 1      | 0      | 1      | 5      | 6      | -1  |
| Totale            | 31    | 19      | 7       | 4       | 8       | 22      | 29      | 17           | 1            | 6            | 10           | 13           | 36           | 36     | 8      | 10     | 18     | 35     | 65     | -30 |

### Andamento in campionato
| Giornata  | 1  | 2  | 3  | 4  | 5  | 6  | 7  | 8  | 9  | 10 | 11 | 12 | 13 | 14 | 15 | 16 | 17 | 18 | 19 | 20 | 21 | 22 | 23 | 24 | 25 | 26 | 27 | 28 | 29 | 30 | 31 | 32 | 33 | 34 |
| --------- | -- | -- | -- | -- | -- | -- | -- | -- | -- | -- | -- | -- | -- | -- | -- | -- | -- | -- | -- | -- | -- | -- | -- | -- | -- | -- | -- | -- | -- | -- | -- | -- | -- | -- |
| Luogo     | T  | C  | T  | C  | T  | C  | T  | C  | T  | C  | C  | T  | C  | T  | C  | T  | C  | C  | T  | C  | T  | C  | T  | C  | T  | C  | T  | T  | C  | T  | C  | T  | C  | T  |
| Risultato | P  | N  | P  | V  | P  | V  | N  | P  | P  | V  | P  | N  | P  | P  | N  | N  | P  | V  | P  | P  | P  | V  | N  | V  | N  | N  | P  | V  | N  | P  | P  | N  | P  | P  |
| Posizione | 16 | 15 | 17 | 15 | 17 | 14 | 14 | 16 | 16 | 16 | 16 | 15 | 15 | 15 | 16 | 16 | 17 | 15 | 17 | 17 | 17 | 16 | 17 | 15 | 15 | 15 | 16 | 15 | 15 | 15 | 16 | 16 | 17 | 17 |

Legenda:

Luogo: C = Casa; T = Trasferta. Risultato: V = Vittoria; N = Pareggio; P = Sconfitta.

### Statistiche dei giocatori
| Giocatore      | 2. Bundesliga | 2. Bundesliga | 2. Bundesliga | 2. Bundesliga | Coppa di Germania | Coppa di Germania | Coppa di Germania | Coppa di Germania | Totale   | Totale | Totale      | Totale     |
| Giocatore      | Presenze      | Reti          | Ammonizioni   | Espulsioni    | Presenze          | Reti              | Ammonizioni       | Espulsioni        | Presenze | Reti   | Ammonizioni | Espulsioni |
| -------------- | ------------- | ------------- | ------------- | ------------- | ----------------- | ----------------- | ----------------- | ----------------- | -------- | ------ | ----------- | ---------- |
| S. Abdullahi   | 16            | 2             | 1             | 0             | 2                 | 1                 | 0                 | 0                 | 18       | 3      | 1           | 0          |
| Y. Balla       | 28            | 2             | 4             | 0             | 2                 | 0                 | 1                 | 0                 | 30       | 2      | 5           | 0          |
| B. Behrendt    | 15            | 0             | 5             | 0             | 0                 | 0                 | 0                 | 0                 | 15       | 0      | 5           | 0          |
| F. Burmeister  | 2             | 0             | 1             | 0             | 1                 | 0                 | 0                 | 0                 | 3        | 0      | 1           | 0          |
| M. Bär         | 30            | 4             | 1             | 1             | 2                 | 0                 | 0                 | 0                 | 32       | 4      | 1           | 1          |
| L. Bürger      | 2             | 0             | 0             | 0             | 0                 | 0                 | 0                 | 0                 | 2        | 0      | 0           | 0          |
| O. Diakhité    | 17            | 0             | 4             | 1             | 0                 | 0                 | 0                 | 0                 | 17       | 0      | 4           | 1          |
| F. Dornebusch  | 8             | 0             | 1             | 1             | 0                 | 0                 | 0                 | 0                 | 8        | 0      | 1           | 1          |
| M. Engelhardt  | 0             | 0             | 0             | 0             | 0                 | 0                 | 0                 | 0                 | 0        | 0      | 0           | 0          |
| J. Fejzić      | 27            | 0             | 2             | 0             | 2                 | 0                 | 0                 | 0                 | 29       | 0      | 2           | 0          |
| M. Heiland     | 0             | 0             | 0             | 0             | 0                 | 0                 | 0                 | 0                 | 0        | 0      | 0           | 0          |
| D. Ji          | 12            | 1             | 1             | 1             | 0                 | 0                 | 0                 | 0                 | 12       | 1      | 1           | 1          |
| P. Kammerbauer | 25            | 0             | 3             | 0             | 1                 | 0                 | 0                 | 0                 | 26       | 0      | 3           | 0          |
| F. Kaufmann    | 32            | 5             | 2             | 0             | 2                 | 0                 | 0                 | 0                 | 34       | 5      | 2           | 0          |
| B. Kessel      | 14            | 0             | 3             | 0             | 0                 | 0                 | 0                 | 0                 | 14       | 0      | 3           | 0          |
| N. Kijewski    | 2             | 0             | 0             | 0             | 1                 | 0                 | 1                 | 0                 | 3        | 0      | 1           | 0          |
| N. Klaß        | 15            | 0             | 2             | 1             | 0                 | 0                 | 0                 | 0                 | 15       | 0      | 2           | 1          |
| J. Kleeberg    | 1             | 0             | 0             | 0             | 0                 | 0                 | 0                 | 0                 | 1        | 0      | 0           | 0          |
| M. Kobylański  | 25            | 4             | 1             | 0             | 2                 | 3                 | 0                 | 0                 | 27       | 7      | 1           | 0          |
| F. Kroos       | 32            | 2             | 9             | 0             | 1                 | 0                 | 0                 | 0                 | 33       | 2      | 9           | 0          |
| N. Kupusović   | 6             | 0             | 0             | 0             | 0                 | 0                 | 0                 | 0                 | 6        | 0      | 0           | 0          |
| L. Kökelsum    | 0             | 0             | 0             | 0             | 0                 | 0                 | 0                 | 0                 | 0        | 0      | 0           | 0          |
| I. May         | 6             | 0             | 1             | 0             | 1                 | 0                 | 0                 | 0                 | 7        | 0      | 1           | 0          |
| J. Nikolaou    | 31            | 1             | 3             | 0             | 2                 | 0                 | 1                 | 0                 | 33       | 1      | 4           | 0          |
| Y. Otto        | 26            | 1             | 4             | 0             | 1                 | 0                 | 0                 | 0                 | 27       | 1      | 4           | 0          |
| N. Proschwitz  | 31            | 7             | 3             | 0             | 1                 | 0                 | 0                 | 0                 | 32       | 7      | 3           | 0          |
| L. Putaro      | 2             | 0             | 0             | 0             | 0                 | 0                 | 0                 | 0                 | 2        | 0      | 0           | 0          |
| L. Schlüter    | 25            | 0             | 6             | 0             | 1                 | 0                 | 0                 | 0                 | 26       | 0      | 6           | 0          |
| M. Schultz     | 5             | 0             | 2             | 0             | 1                 | 0                 | 0                 | 0                 | 6        | 0      | 2           | 0          |
| M. Schwenk     | 14            | 0             | 2             | 1             | 1                 | 0                 | 0                 | 0                 | 15       | 0      | 2           | 1          |
| D. Wiebe       | 25            | 1             | 5             | 0             | 2                 | 0                 | 1                 | 0                 | 27       | 1      | 6           | 0          |
| D. Wydra       | 28            | 0             | 9             | 1             | 2                 | 0                 | 0                 | 0                 | 30       | 0      | 9           | 1          |
| R. Ziegele     | 15            | 0             | 2             | 0             | 2                 | 0                 | 0                 | 0                 | 17       | 0      | 2           | 0          |